# Pablo Alborán
Pablo Moreno de Alborán Ferrándiz, dit Pablo Alborán, né le 31 mai 1989 à Malaga, est un chanteur, guitariste et pianiste espagnol. En 2011, il a reçu trois nominations aux Latin Grammy Awards. Selon la société Parlophone, il a vendu plus d'un million d'exemplaires de ses trois premiers albums dans le monde et en deux ans et demi d'expérience étant l'artiste le plus vendu au Portugal en 2012.

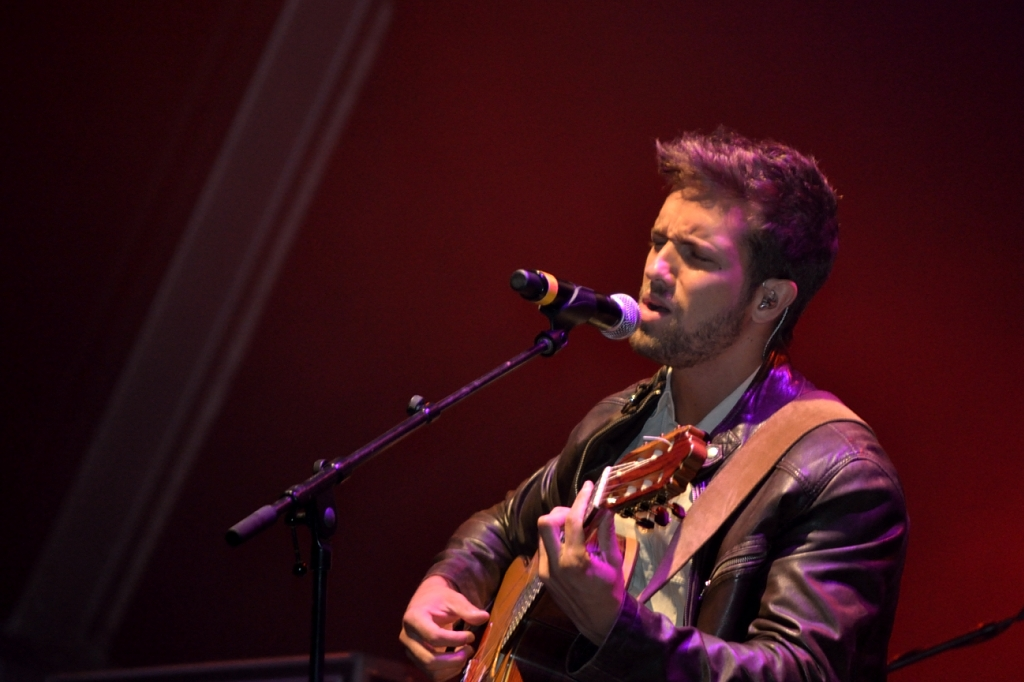
Pablo Alborán en concert au Portugal en 2012.

## Biographie

### Situation familiale
Pablo Alboran a une mère française née à Casablanca dans le Protectorat français au Maroc de parents espagnols. Son père, Salvador Moreno de Alborán Peralta, est un architecte espagnol de Malaga. Il est l'arrière-petit-fils de Francisco Moreno Fernández, le premier marquis d'Alborán. De plus, la fratrie de Pablo se compose de trois enfants avec son frère Salvador et sa sœur Casilda.
Le 17 juin 2020, il publie une vidéo sur Instagram dans laquelle il parle ouvertement de son homosexualité, afin de « donner du poids » à ses prises de position contre « le racisme, la xénophobie, le sexisme, la transphobie ou l'homophobie ».

### Études
Il fait ses études au lycée français de Malaga, il est bilingue et chante plusieurs chansons en français telles La vie en rose, Mon amour, Solamente tú ou encore Ne m'oublie pas.

### Parcours en tant que chanteur
Il compose ses premières chansons à douze ans (Amor de Barrio, Desencuentro…), quelques-unes sont incluses dans son premier album. Il commence à se produire à la guitare flamenco dans un restaurant de Málaga, où il est connu comme el blanco moreno (« le blanc brun »), puis rencontre le producteur musical Manuel Illán, avec lequel il enregistre une version de Deja de volverme loca (« arrête de me rendre folle »), de Diana Navarro (es), qui sera son sponsor plus tard. 
Pablo enregistre en 2011 son premier album et place quelques chansons sur YouTube pour faire la promotion de sa musique.
Il est produit par la maison de disques EMI Music avec laquelle il s'associe en 2010 lors de la sortie officielle du morceau Solamente tú (« Seulement toi ») ; single diffusé en 2011 et issu de l'album avec lequel il a fait ses débuts. Le chanteur espagnol a été classé numéro un des ventes dès les premières semaines de sa sortie, faisant de lui, le premier artiste solo à atteindre le top du classement des ventes espagnoles depuis 1998. 
Dans le cadre de la préparation de son premier album, Alborán a composé un total de 40 chansons parmi lesquelles a  été choisie la playlist de l’album. Pendant l’enregistrement de son album studio, Pablo Alborán, a mis en ligne  quelques chansons sur Youtube, ce qui a attiré l’attention de la sphère web, notamment celle de  la chanteuse Kelly Rowland, qui a été impressionnée par sa voix au point de déclarer « Je suis amoureuse de Pablo Alborán ». Depuis cette déclaration, la vidéo a été vue par des millions de personnes.
Solamente tú a été posté  sur le net en Espagne en octobre 2010 en tant que chanson phare de son premier album lancé en février 2011. Le single comme l’album ont tous deux connu un énorme succès, au point d’atteindre le top des ventes en Espagne durant plusieurs semaines consécutives. L’album de Pablo Alborán, album le plus vendu en Espagne en 2011, a raflé plusieurs récompenses, dont  celui de l’album de l’année RTVE.
Alborán a commencé sa première tournée mondiale le 27 mai 2011 à Madrid au Palacio Vistalegre pour ensuite poursuivre sa tournée dans de nombreux pays d’Amérique latine comme l’Argentine, le  Chili  et le  Mexique. Dans la foulée de ce succès, il a sorti son premier album live, En acústico durant le mois de novembre de la même année. Il y a inclus des versions acoustiques de la majorité des titres de son premier album, ainsi que deux nouvelles chansons et quatre titres bonus.  Le morceau Perdóname a été ré-enregistré en collaboration avec la chanteuse portugaise de fado Carminho. Il a été sorti en tant que premier single de l’album, atteignant le sommet des ventes espagnoles le 13 novembre 2011 permettant ainsi une semaine plus tard à l'album En acústico de faire son entrée en tant que numéro un des ventes d’albums le 20 novembre 2011 en Espagne puis au Portugal en janvier 2012.
À la suite de son album Terral, sorti en 2014, Pablo Alboran entame une grande tournée mondiale. À la fin de l'année 2015, Pablo Alboran décide de faire une pause de 2 ans, un « retour à la  normalité » nécessaire pour le chanteur de Malaga.
En février 2016, il obtient le prix Goya, en collaboration avec Lucas Vidal, de la meilleure chanson originale pour Palmeras en la nieva'.
Après un temps de repos et de travail, Pablo Alboran revient avec son album Prometo, sorti le 17 novembre 2017. Il y signe des textes qui lui ressemblent mais explore aussi de nouveaux rythmes issus de ses voyages en Amérique. Le 30 novembre 2018 est sortie la réédition de son album Prometo. La version deluxe de la réédition inclut un CD de l'album, un CD acoustique, un DVD du concert live de Séville tourné pendant la tournée 2018 et un autre DVD avec un documentaire et les clips vidéos.
Pablo Alborán est nommé à la 61e cérémonie des Grammy Awards dans la catégorie Best latin pop album, le 10 février 2019.

## Discographie

### Albums studio
- 2011 : Pablo Alborán (en)
- 2012 : Tanto (en)
- 2014 : Terral (en)
- 2017 : Prometo (en)
- 2020: Vértigo

### Albums en concert
- 2011 : En acústico (CD/DVD)
- 2015 : Tour Terral - Tres noches en Las Ventas (2CD/DVD et 3CD/DVD)

### Participations
- 2014 : Solamente tù, en duo avec Damien Sargue, sur l'album Latin Lovers
- 2015 : Sous le ciel de Paris, en duo, sur l'album Paris, Encore! de Zaz [11]
- 2018 : La mudanza, en duo avec Nina Pastori, sur l'album Prometo-Edicion Special